# Przykoronek

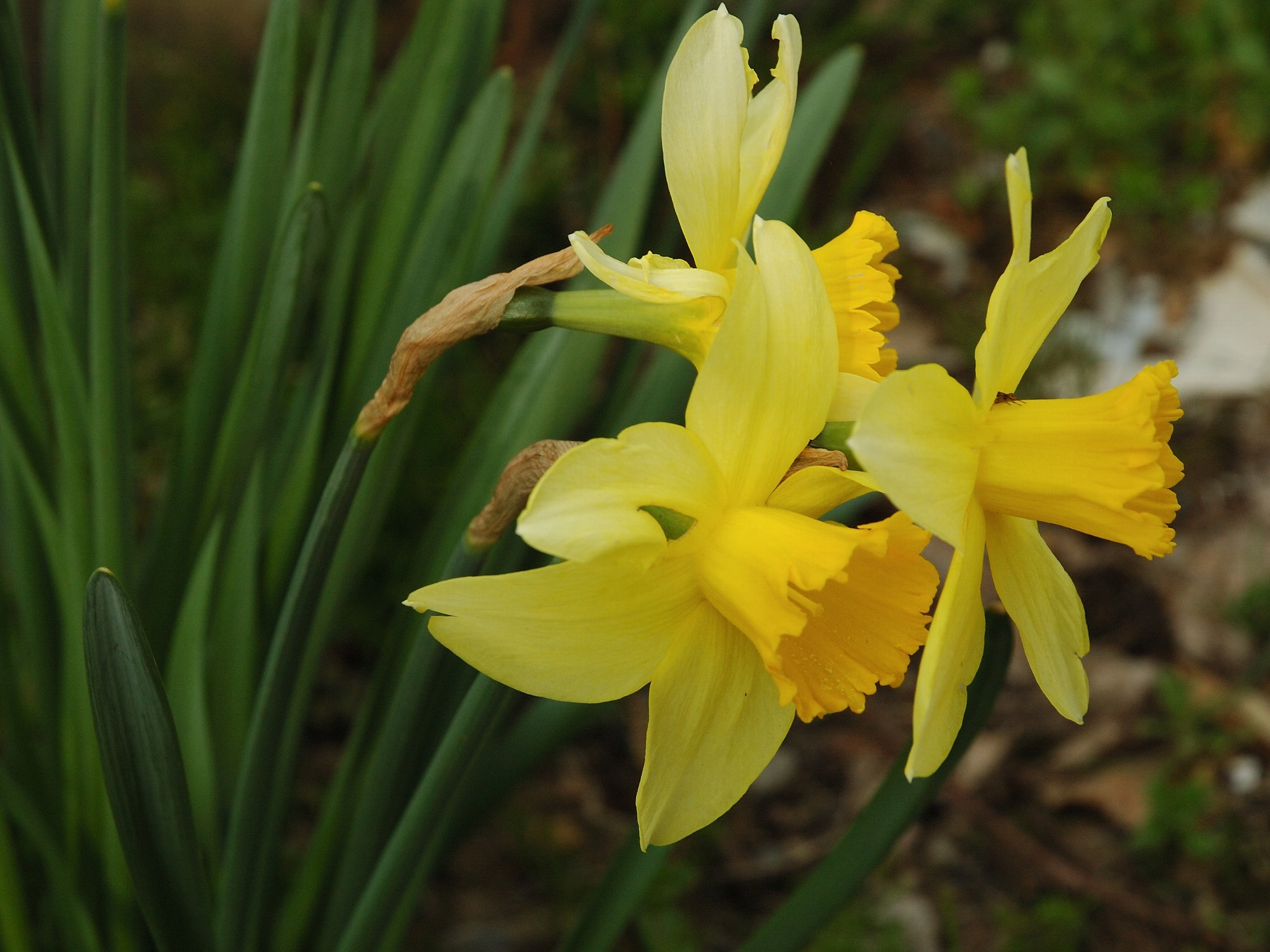
Wyraźne rurkowate przykoronki w kwiatach narcyza

Przykoronek (łac. corollula, ang. corolla scale, corolla appendage) – łuski występujące w kwiatach niektórych roślin w miejscu, gdzie blaszka płatka korony przechodzi w paznokieć. Mogą one być wolne, lub zrośnięte w rurkę, miseczkę. Tworzą charakterystyczny twór. Pełnią rolę powabni przywabiającej owady oraz ochraniają elementy rozrodcze kwiatu (pręciki i słupki). Przykoronek występuje np. u gatunków roślin w rodzinie amarylkowatych, goździkowatych i męczennicowatych.